# Harald Walder
Harald Walder (* 30. August 1973 in Lienz) ist ein ehemaliger österreichischer Snowboarder.

## Werdegang
Walder, der für den Union Villgraten startete, fuhr zu Beginn der Saison 1994/95 in Zell am See erstmals im Snowboard-Weltcup und belegte dabei den 17. Platz im Parallelslalom. Im weiteren Saisonverlauf errang er mit zwei dritten Plätzen seine ersten Podestplatzierungen im Weltcup. In der Saison 1995/96 holte er in Oberjoch und am Mount Bachelor im Riesenslalom seine ersten Weltcupsiege. Zudem kam er jeweils zweimal auf den zweiten und dritten Platz und errang damit den vierten Platz im Gesamtweltcup sowie den dritten Platz im Riesenslalom-Weltcup. In der folgenden Saison gewann er mit je zwei ersten und dritten Plätzen sowie vier zweiten Plätzen den Gesamtweltcup. Zudem wurde er im Riesenslalom und im Slalomweltcup jeweils Zweiter. Beim Saisonhöhepunkt, den Snowboard-Weltmeisterschaften 1997 in Innichen, belegte er jeweils den zehnten Platz im Riesenslalom und Slalom sowie den achten Rang im Parallelslalom. In der Saison 1997/98 errang er mit zweiten Plätzen den fünften Platz im Gesamtweltcup und den dritten Platz im Riesenslalom-Weltcup. Zudem wurde er im März 1998 österreichischer Meister im Riesenslalom. Zu Beginn der Saison 1998/99 holte er im Riesenslalom in Zell am See seinen fünften und damit letzten Weltcupsieg. Es folgte der zweite Platz im Parallelslalom am Kreischberg und die Bronzemedaille im Parallel-Riesenslalom bei den Snowboard-Weltmeisterschaften 1999 in Berchtesgaden. Im März 1999 wurde er erneut österreichischer Meister im Riesenslalom und beendete die Saison auf dem 20. Platz im Gesamtweltcup. In der Saison 2000/01 kam er im Weltcup viermal unter den ersten Zehn, darunter Platz drei im Parallelslalom in Ruka und belegte damit den 27. Platz im Gesamtweltcup. Bei den Snowboard-Weltmeisterschaften 2001 in Madonna di Campiglio errang er den 14. Platz im Riesenslalom. In der folgenden Saison gewann er mit zwei dritten Plätzen und je einen zweiten und ersten Platz die Parallel-Riesenslalomwertung des Europacups. Im Weltcup erreichte er mit acht Top-Zehn-Ergebnissen den neunten Platz im Parallelslalom-Weltcup und den vierten Rang im Parallel-Weltcup. Im Februar 2002 wurde er erneut österreichischer Meister im Riesenslalom.
In der Saison 2002/03 belegte Walder mit zwei ersten Plätzen den dritten Platz in der Parallelwertung des Europacups und mit acht Ergebnisse unter den ersten Zehn, darunter Platz drei im Parallelslalom in Sölden den 11. Platz im Parallel-Weltcup. Zudem siegte er bei den österreichischen Meisterschaften im Parallel-Riesenslalom. Beim Saisonhöhepunkt, den Snowboard-Weltmeisterschaften 2003 am Kreischberg, wurde er Neunter im Parallel-Riesenslalom und Sechster im Parallelslalom. In der Saison 2003/04 errang er den 14. Platz und in der Saison 2004/05 den neunten Platz im Parallel-Weltcup. Dabei kam er im Dezember 2004 in Bad Gastein mit Platz drei im Parallelslalom letztmals aufs Podest. Bei den Snowboard-Weltmeisterschaften 2005 in Whistler fuhr er auf den sechsten Platz im Parallelslalom. In seiner letzten aktiven Saison 2005/06 kam er im Parallel-Weltcup auf den 20. Platz und bei den Olympischen Winterspielen 2006 in Turin auf den 14. Platz im Parallel-Riesenslalom. Sein Bruder Ingemar Walder war ebenfalls als Snowboarder aktiv.

## Teilnahmen an Weltmeisterschaften und Olympischen Winterspielen

### Olympische Winterspiele
- 2006 Turin: 14. Platz Parallel-Riesenslalom

### Snowboard-Weltmeisterschaften
- 1997 Innichen: 8. Platz Parallelslalom, 10. Platz Riesenslalom, 10. Platz Slalom
- 1999 Berchtesgaden: 3. Platz Parallel-Riesenslalom, 4. Platz Riesenslalom, 15. Platz Parallelslalom
- 2001 Madonna di Campiglio: 14. Platz Riesenslalom
- 2003 Kreischberg: 6. Platz Parallelslalom, 9. Platz Parallel-Riesenslalom
- 2005 Whistler: 6. Platz Parallelslalom

## Weltcupsiege und Weltcup-Gesamtplatzierungen

### Weltcupsiege
| Nr. | Datum             | Ort            | Disziplin      |
| --- | ----------------- | -------------- | -------------- |
| 1.  | 4. Februar 1996   | Oberjoch       | Riesenslalom   |
| 2.  | 14. März 1996     | Mount Bachelor | Riesenslalom   |
| 3.  | 20. Februar 1997  | Morioka        | Parallelslalom |
| 4.  | 15. März 1997     | Morzine        | Parallelslalom |
| 5.  | 14. November 1998 | Zell am See    | Riesenslalom   |

### Weltcup-Gesamtplatzierungen
| Saison    | Gesamt | Gesamt | Snowboardcross | Snowboardcross | Parallel | Parallel | Parallel-Riesenslalom | Parallel-Riesenslalom | Parallelslalom | Parallelslalom | Riesenslalom | Riesenslalom | Slalom | Slalom |
| Saison    | Punkte | Platz  | Punkte         | Platz          | Punkte   | Platz    | Punkte                | Platz                 | Punkte         | Platz          | Punkte       | Platz        | Punkte | Platz  |
| --------- | ------ | ------ | -------------- | -------------- | -------- | -------- | --------------------- | --------------------- | -------------- | -------------- | ------------ | ------------ | ------ | ------ |
| 1994/95   | -      | -      | -              | -              | 580      | 22.      | -                     | -                     | -              | -              | -            | -            | -      | -      |
| 1995/96   | 895    | 4.     | -              | -              | -        | -        | -                     | -                     | -              | -              | 5760         | 3.           | -      | -      |
| 1996/97   | 1091   | 1.     | 560            | 24.            | -        | -        | -                     | -                     | -              | -              | 4420         | 2.           | 5190   | 2.     |
| 1997/98   | 726    | 5.     | -              | -              | -        | -        | -                     | -                     | -              | -              | 3130         | 3.           | 2480   | 6.     |
| 1998/99   | 553    | 30.    | 120            | 49.            | -        | -        | -                     | -                     | -              | -              | 2945         | 9.           | -      | -      |
| 1999/2000 | 202    | 49.    | 26             | 123.           | 990      | 26.      | 990                   | 26.                   | -              | -              | -            | -            | -      | -      |
| 2000/01   | 381    | 27.    | 180            | 52.            | -        | -        | -                     | -                     | 1508           | 23.            | -            | -            | -      | -      |
| 2001/02   | -      | -      | -              | -              | 1510     | 4.       | 3080                  | 13.                   | 1660           | 9.             | -            | -            | -      | -      |
| 2002/03   | -      | -      | -              | -              | 4320     | 11.      | -                     | -                     | -              | -              | -            | -            | -      | -      |
| 2003/04   | -      | -      | -              | -              | 3162     | 14.      | -                     | -                     | -              | -              | -            | -            | -      | -      |
| 2004/05   | -      | -      | -              | -              | 3768     | 9.       | -                     | -                     | -              | -              | -            | -            | -      | -      |
| 2005/06   | 1297   | 71.    | -              | -              | 1297     | 20.      | -                     | -                     | -              | -              | -            | -            | -      | -      |